# Chipolbrok

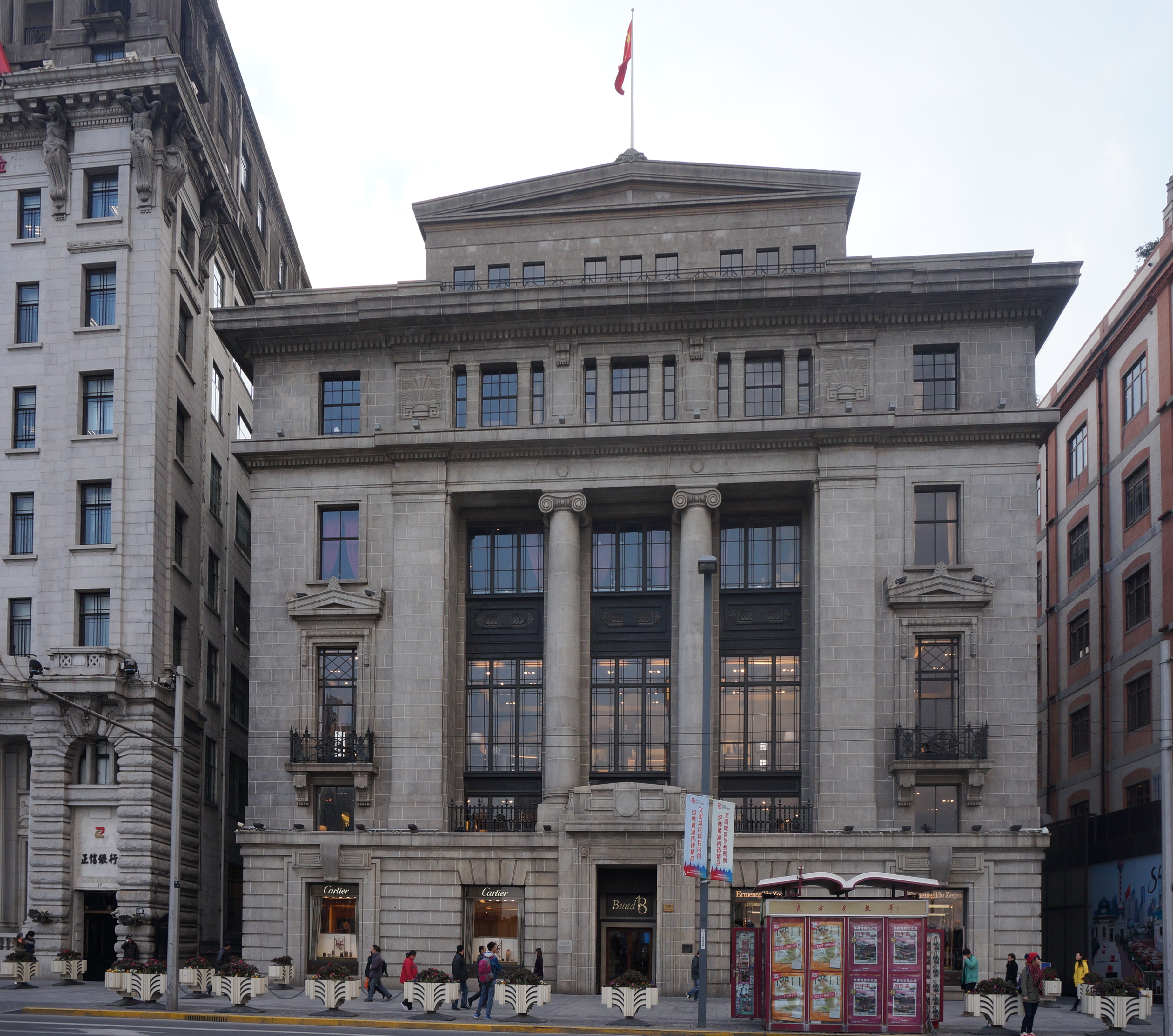
b. siedziba Chipolbroku na tzw. Bundzie w Szanghaju (1962-1998)

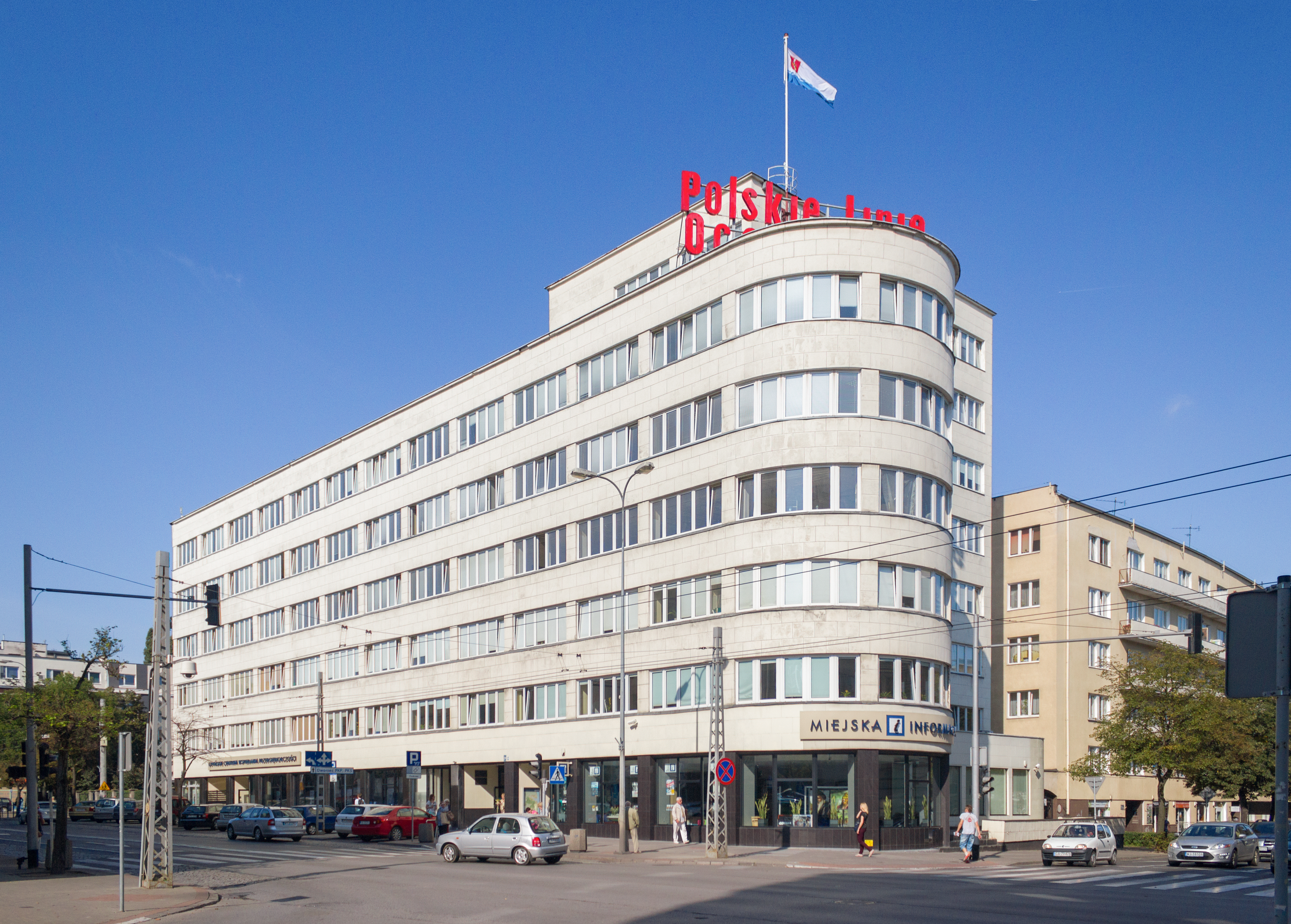
b. siedziba Chipolbroku w budynku ówczesnego PLO przy ul. 10 lutego w Gdyni (1951-1991)

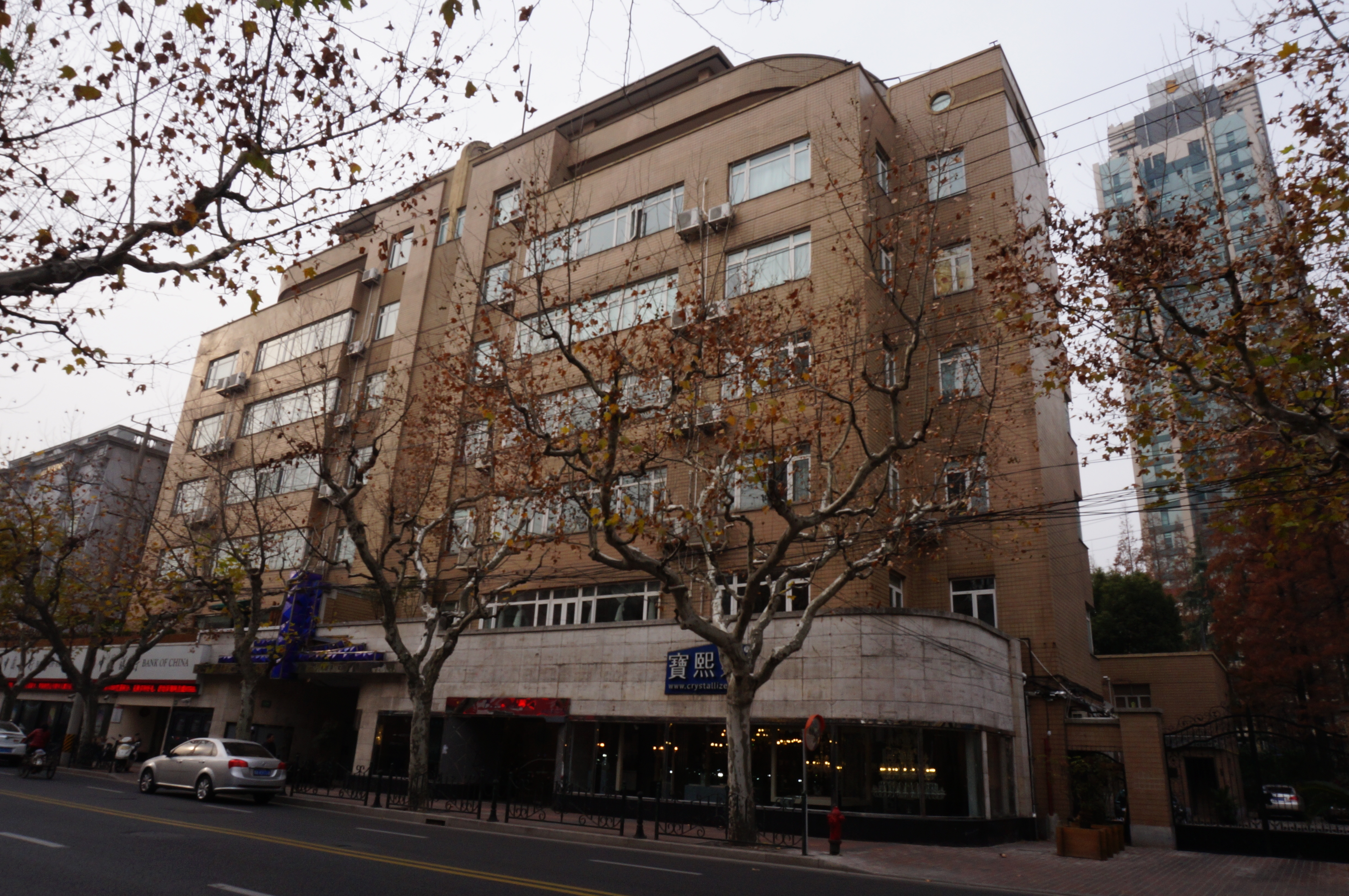
Henry Apartments/Huaizhong, dom mieszkalny personelu Chipolbroku w Szanghaju przy Huaihai Middle Rd.

Chipolbrok (中波公司), Chińsko-Polskie Towarzystwo Okrętowe S.A. w Szanghaju (中波轮船股份公司, Zhongbo Steamship Co. Ltd., Chinese-Polish Joint Stock Shipping Company) – powołane w 1951 w Tiencinie i Gdyni jako „Chińsko-Polskie Przedsiębiorstwo Maklerów Okrętowych” na podstawie umowy między Polską i Chinami w celu ustanowienia połączenia drogą morską między portami chińskimi i polskimi. Role udziałowców, po 50% udziałów każdy, pełnią rządy Polski i Chin, reprezentowane przez ministrów transportu obu państw.

## Historia
Nazwa Chipolbrok jest skrótowcem pochodzącym od słów: China (Chi), Poland (pol), broker (brok).
Chipolbrok jest najstarszym chińskim armatorem dalekomorskim i pierwszym przedsiębiorstwem z udziałem kapitału zagranicznego w Chińskiej Republice Ludowej. Jej powołanie umożliwiło izolowanym podówczas Chinom rozwój sieci transportowej łączącej je ze światowym rynkiem handlu i usług.
W latach 60. i 70. większość statków pochodziła ze stoczni polskich (obecnie z chińskich). W wyniku restrukturyzacji w latach 90. firma rozszerzyła swoją ofertę transportową o porty Europy Zachodniej i basenu Morza Śródziemnego, jak również linię z portów Dalekiego Wschodu do portów USA i Zatoki Meksykańskiej oraz innych portów w basenie Morza Karaibskiego, a także Afryki.
W 2006 Chipolbrok dysponował 22 drobnicowcami, obsługującymi linie chińsko-zachodnio- i północnoeuropejską. Tradycją nazewniczą Chipolbroku jest nadawanie bliźniaczym jednostkom pływającym nazw chińskich i polskich, statki armatora pływają pod banderami cypryjską i maltańską.
Chipolbrok zrealizował dostawę urządzeń szeregu projektów inwestycyjnych, takich jak elektrownie Shanxi Shentou i Gezhouba, zakładów stalowych Baosteel itp. Przewoził również wagony dla metra w Szanghaju i Kantonie.
Firma dysponuje oddziałem w Gdyni.

## Flota
Flotę Chipolbrok tworzą jednostki:

- Adam Asnyk
- Chipolbrok Cosmos
- Chipolbrok Galaxy
- Chipolbrok Moon
- Chipolbrok Pacific
- Chipolbrok Atlantic
- Chipolbrok Star
- Chipolbrok Sun
- Chongming
- Hongxing
- Jiaxing
- Kraszewski
- Leopold Staff
- Norwid
- Parandowski
- Paderewski
- Szymanowski
- Wieniawski
- Władysław Orkan
- Yongxing
- Nowowiejski

Szkielet floty stanowią nowoczesne statki, przystosowane także do przewozu ładunków specjalnych i wielkogabarytowych. Statki z serii Władysław Orkan/Chipolbrok Sun (łącznie 10 sztuk), wyposażone są w dwa dźwigi 320 t i dwa 50 t. Od grudnia 2015 rozpoczęła się dostawa czterech nowych statków zamówionych w jednej ze stoczni w Szanghaju. Statki nowego typu to: Chipolbrok Pacific, Nowowiejski, Paderewski, Chipolbrok Atlantic.

## Prezesi (ze strony polskiej)
- 1951–1958 – Jerzy Tomorowicz[4]
- 1960 – Marian Gronowicz[4]
- 1960–1965 – Wilhelm Krauze[4]
- 1966 – Jan Kroskowski[4]
- 1967–1968 – Tadeusz Grembowicz[4]
- 1969–1971 – Jerzy Nosiński[4]
- 1972–1973 – Jerzy Jabłoński[4]
- 1974–1975 – Józef Rodkiewicz[4]
- 1976–1980 – Mirosław Ziemba[4]
- 1981–1983 – Zbigniew Kowalczyk[4]
- 1984–1986 – Jerzy Jabłoński[4]
- 1987 – Mirosław Ziemba[4]
- 1988–1989 – Stanisław Grzesiuk[4]
- 1990–1992 – Zbigniew Kowalczyk[4]
- 1993–1994 – Ryszard Grycner[4]
- 1995–1997 – Ewa Kowalczyk[4]
- 1998–2003 – Andrzej Gdula[4]
- 2004[4]–2016 – Janina Mentrak
- 2016 – Jarosław Czarnecki
- 2020 – Mariola Chojnacka
- 2022 – Katarzyna Figlewicz

## Dyrektorzy generalni (ze strony polskiej)
- 1951 – Marian Gronowicz[4]
- 1953 – Herman Burau[4]
- 1956 – Kazimierz Walkowiak[4]
- 1957 – Hilary Sarnecki[4]
- 1958 – Tadeusz Kowalewski[4]
- 1960 – Jan Kroskowski[4]
- 1962 – Tadeusz Grembowicz[4]
- 1966 – Wilhelm Krauze[4]
- 1970 – Tadeusz Jankowski[4]
- 1973 – Krzysztof Pruszyński[4]
- 1974 – Zbigniew Kowalczyk[4]
- 1979 – Stanisław Grzesiuk[4]
- 1984 – Zbigniew Kowalczyk[4]
- 1990 – Mirosław Ziemba[4]
- 1992 – Jerzy Korecki[4]
- 1993 – Zbigniew Kowalczyk[4]
- 1997 – Jerzy Korecki[4]
- 2002 – Janusz Janiszewski[4]
- 2016 – Piotr Mikołajczyk
- 2020 – Maciej Łępicki[5]

## Dyrektorzy zarządzający (ze strony polskiej)
- 1951 – Dora Lewin[4]
- 1957 – Bogusław Korcz[4]
- 1958 – Dora Lewin[4]
- 1959 – Wacław Ossowski[4]
- 1960 – Tadeusz Grembowicz[4]
- 1963 – Wacław Ossowski[4]
- 1966 – Tadeusz Jankowski[4]
- 1970 – Zbigniew Kowalczyk[4]
- 1974 – Tadeusz Jankowski[4]
- 1983 – Andrzej Karnabal[4][6]
- 2016 – Ryszard Grycner
- 2020 – Jarosław Czarnecki
- 2024 – Radosław Chmieliński[7]

## Spółki zależne
- Sinepol Shipping & Agency BV, Rotterdam (od 1992)
- Chipolbal Shipping Pte Ltd., Singapur (od 1993)
- Chipol International Shipping Agency, Szanghaj (od 1994)
- Shanghai Chipol International Logistics Co. Ltd., Szanghaj (od 1996)
- Chipol Real Estate (Shanghai) Co.,Ltd., Szanghaj (od 1998)
- POLBROK – Agency and International Forwarding Ltd., Gdynia (od 1999)
- Chipol Real Estate (Shanghai) Co. Ltd., Gdynia (od 1999)
- Chipolbrok-Investment Sp. z o.o., Gdynia (od 2001)
- Chipolbrok America Inc., Houston (od 2004)
- Chinese-Polish (Beijing) International Forwarding Co. Ltd., Pekin (od 2009)
- CENTRUM Sopot Sp. z o.o., Sopot

Źródło: Chipolbrok

## Siedziba Centrali w CHRL
Pierwsza siedziba mieściła się w Tiencinie w rejonie „Pięciu Wielkich Alei” (五大道, Wǔdàdào, Five Great Avenues) przy Ma Chang Dao 158 (馬場道) (1951-1953), następnie przy Chongqing Rd. 23 (重庆路) (1953-1962). Po przeniesieniu centrali do Szanghaju, najpierw ulokowano ją w budynku nawiązującym do stylu renesansowego (proj. Palmer & Turner), b. siedzibie The Chartered Bank of India, Australia and China (麦加利银行大楼) z 1922 przy prestiżowym tzw. Bundzie (adres: Zhong Shan Rd 18, 中山路), w 1998 zaś w budynku Gong Shang Lian, zwanym też Heng Ji Plaza (恒积大厦), przy Yan An Rd. E. 55 (延安路). Polscy pracownicy współzarządzający firmą są zakwaterowani w budynku Huaizhong (淮中大楼) z 1939, wcześniej Henry Apartments/Mansions (proj. Davies, Brooke & Gran) przy Huaihai Middle Rd. (淮海中路) 1154-1170.

## Siedziba Oddziału w Gdyni
W latach 1951–1991 siedziba mieściła się w Gdyni w budynku PLO przy ul. 10 Lutego 24, róg 3 Maja. Od 1991 zlokalizowana jest przy ul. Śląskiej 17. Personel zakwaterowano w Gdyni przy ul. Tatrzańskiej 6b oraz w Sopocie przy ul. Zacisze 7.